# Edelmira Domènech i Llaberia
Edelmira Domènech i Llaberia   (Barcelona, 1935) és una metgessa especialista en psiquiatria infantil.
Nascuda en una família amb diversos metges, va viure com després de la guerra es prohibir exercir la professió al seu pare, cirurgià. Va estudiar al Liceu Francès, es va llicenciar en medicina a la UB amb premi extraordinari el 1960, es va doctorar a la UAB el 1974. Es va especialitzar amb psiquiatria infantil amb els doctors Santiago Montserrat Esteve i Lluís Folch i Camarasa. Ha ensenyat psiquiatria des del 1971. És catedràtica de psicopatologia de la UAB, universitat on ha desenvolupat les seccions de Psicologia Clínica i Psicologia de la Infància i de l'Adolescència. Les seves principals línies de treball han estat la psicopatologia dels infants, les depressions i les idees suïcides en infants i adolescents. El 2023 havia dirigit 36 tesis doctorals.
El 2011 va rebre el premi d'excel·lència professional del Col·legi de Metges de Barcelona. El 2023 va rebre el reconeixement del Govern de Catalunya de la Creu de Sant Jordi.